# Steven Howard Thompson
Steven Howard Thompson (Paisley, 14 ottobre 1978) è un ex calciatore scozzese, di ruolo attaccante.

## Palmarès

### Club

#### Competizioni nazionali
- Coppa di Lega scozzese: 2

Rangers: 2004-2005
St. Mirren: 2012-2013
- Campionato scozzese: 1

Rangers: 2004-2005